# ニトラミド
ニトラミド(Nitramide)は、分子式H2N−NO2の化合物である。置換誘導体R12H2N−NO2は、ニトラミド類とも呼ばれる。トリメチレントリニトロアミン(RDX)やシクロテトラメチレンテトラニトラミン(HMX)等、ニトラミドのオルガニル誘導体R−NH−NO2及びR2N−NO2は、爆薬として広く用いられる。ニトラミドは次亜硝酸の異性体であり、水酸基がアミノ基に置換した硝酸の窒素アナログと見ることもできる。

## 構造
ニトラミド分子は、アミン基がアミド基に結合したものである。気相では非平面型であるが結晶相では平面型であると報告されている。

## 合成
ThieleとLachmanによる最初の合成では、ニトロカルバミン酸カリウムの加水分解が行われた。
(K+
)
2(O
2N–N−
–CO−
2) + 2 H
2SO
4 → H
2N–NO
2 + CO
2 + 2 KHSO
4
その他の合成法には、ニトロカルバミン酸の加水分解やスルファミン酸ナトリウムと硝酸の反応や、五酸化二窒素と2等量のアンモニアの反応等がある。
Na(SO
3NH
2) + HNO
3 → H
2N–NO
2 + NaHSO
4
N
2O
5 + 2 NH
3 → H
2N–NO
2 + [NH
4]+
NO−
3

## 有機ニトラミド
ニトラミンとも呼ばれる有機ニトラミドは、爆薬として重要である。ヘキサメチレンテトラミンをニトロリシスすることで合成できる。

有機ニトラミドであるトリメチレントリニトロアミン (RDX) は、爆薬として広く用いられる。